# بيفيرلي ونايت
بيفيرلي ونايت (بالإنجليزية: Beverley Knight)‏ هي منتجة أسطوانات ومغنية مؤلفة ومغنية بريطانية، ولدت في 22 مارس 1973 في ولفرهامبتن في المملكة المتحدة.

## وصلات خارجية
- الموقع الرسمي
- بيفيرلي ونايت على موقع IMDb (الإنجليزية)
- بيفيرلي ونايت على موقع ميوزك برينز (الإنجليزية)
- بيفيرلي ونايت على موقع أول ميوزيك (الإنجليزية)
- بيفيرلي ونايت على موقع ديسكوغز (الإنجليزية)
- بيفيرلي ونايت على موقع قاعدة بيانات الفيلم (الإنجليزية)